# The Convent
The Convent es una película de terror de 2000 dirigida por Mike Mendez, protagonizada por la veterana del terror Adrienne Barbeau. Sigue a un grupo de estudiantes universitarios que ingresan a un convento abandonado, solo para descubrir que está habitado por demonios que intentan poseerlos. Se estrenó en enero de 2000 en el Festival de Cine de Sundance. Debido al cierre del distribuidor original, la película no se estrenó en video casero hasta diciembre de 2002.

## Reparto
- Joanna Canton como Clorissa
- Liam Kyle Sullivan como Brant
- Megahn Perry como Mo
- Richard Trapp como Frijole
- Jim Golden como Biff
- Dax Miller como Chad
- Chaton Anderson como Sapphira
- Renée Graham como Kaitlin
- Adrienne Barbeau como Christine adulta
- Kelly Mantle como Dickie-Boy
- David Gunn como Saul
- Coolio como Oficial Starkey
- Bill Moseley como Oficial Ray
- Oakley Stevenson como Christine joven

## Producción
El guion original de Convent fue escrito por Chaton Anderson con ideas adicionales aportadas por el director Mike Méndez. Anderson dijo que el guion se remontaba a sus propios recuerdos de la infancia, recordando un edificio espeluznante que conocía cuando era niña y que era un "hogar religioso para niñas fugitivas" que estuvo abandonado durante años. Anderson y sus amigos irrumpieron en él cuando tenían 14 o 15 años y lo recordaron como "el lugar más ruinoso y siniestro en el que jamás había puesto un pie". Méndez además mencionó que tanto Evil Dead II como la película Demonios de Lamberto Bava fueron una influencia para Convent.
La película se rodó en Los Ángeles en 1999 y contó con un presupuesto de medio millón de dólares de Alpine Pictures. Contó con un calendario de rodaje de 18 días.

## Estreno
La película se estrenó en el Festival de Cine de Sundance el 22 de enero de 2000, como una proyección especial de medianoche. Méndez reflexionó sobre la proyección en 2018, recordando que fue "muy divertida" y dijo: "Para ser honesto, todo el festival de esa película fue tremendo. Me estropeó un poco. Mis futuras películas tenían que estar a la altura de las experiencias del festival con The Convent, y a menudo no lo hacían".
En las proyecciones iniciales del festival, Méndez dijo que el público se le acercó y le dijo que la película no mostraba con precisión a los satanistas, a lo que Méndez respondió: "Nos estábamos divirtiendo. Tienes razón, no hicimos nuestra investigación adecuada, pero si lo hiciéramos, no sería tan divertido. The Convent es un delincuente que ofrece igualdad de oportunidades".Méndez también habló sobre un crítico que se acercó a él sobre el único personaje homosexual de la película al que uno de los personajes le teme, y que luego se convirtió en el Anticristo. Méndez respondió que el crítico estaba "mirando demasiado profundamente en ello". No hay mensaje".
La película recibió una calificación NC-17 de la MPAA. Méndez recordó que el problema era que la película era "demasiado sangrienta" y fue reenviada y reeditada dos veces a la MPAA para obtener una calificación R. La película fue recortada 19 segundos para esta clasificación.
The Convent originalmente estaba programada para ser estrenada por el distribuidor A-Pix, que desapareció. La película había sido lanzada de forma ilegal antes de esto en eBay y en convenciones de terror. Fue lanzada en VHS y DVD el 11 de diciembre de 2002 por Trimark.